# Дмитриев, Евгений Иванович
Евгений Иванович Дмитриев (род. 10 февраля 1947 года, город Мелитополь Мелитопольского района Запорожской области — 30 мая 2021) — советский партийный деятель и промышленник, 1-й секретарь Черновицкого обкома КПУ, народный депутат Украины 1-го созыва. Член ЦК КПУ в 1990—1991 г. Кандидат технических наук.
Умер 30.05.2021.

## Биография
Родился в семье учителей. Трудовую деятельность начал в 1965 году слесарем кузнечно-прессового цеха Мелитопольского завода имени Воровского Запорожской области, затем работал токарем на этом же заводе.
В 1966—1971 г. — студент Мелитопольского института механизации сельского хозяйства, по специальности — инженер-механик по организации и технологии ремонта машин.
В 1971—1974 г. — старший инженер-диагностик, начальник службы, заместитель управляющего Кицманского районного объединения «Сельхозтехника» Черновицкой области.
Член КПСС с 1974 года.
В 1974—1976 г. — 2-й секретарь Кицманского районного комитета комсомола (ЛКСМУ) Черновицкой области. В 1976 году — 1-й секретарь Кицманского районного комитета ЛКСМУ.
В 1976—1979 г. — инструктор отдела организационно-партийной работы Черновицкого областного комитета КПУ.
В 1979—1981 г. — слушатель Высшей партийной школы при ЦК КПУ в Киеве. В 1981 году — инструктор Черновицкого областного комитета КПУ.
В 1981—1983 г. — 2-й секретарь Новоселицкого районного комитета КПУ Черновицкой области. В 1983—1987 г. — 1-й секретарь Новоселицкого районного комитета КПУ Черновицкой области.
В феврале 1987 — апреле 1989 г. — инспектор, ответственный организатор отдела ЦК КПУ.
В апреле 1989 — январе 1990 г. — секретарь Черновицкого областного комитета КПУ по сельскому хозяйству.
12 января 1990 — август 1991 г. — 1-й секретарь Черновицкого областного комитета КПУ. Одновременно, в апреле 1990 — июне 1991 г. — председатель Черновицкого областного совета народных депутатов.
В 1990—1994 г. — народный депутат Украины 1-го созыва. Одновременно, в 1991—1992 г. — генеральный директор строительной внешне-экономической ассоциации «Единство» в Киеве.
В 1994—1995 г. — генеральный директор строительной ассоциации «Единство» в Киеве.
В 1996—1997 г. — президент отделения Международной ассоциации по борьбе с наркоманией и наркобизнесом в Киеве.
В 1997—1999 г. — советник генерального директора Государственного внешнеэкономического предприятия «Укрзовнішхімпром» в городе Киеве.
В 1999—2000 г. — генеральный директор Крымского производственного объединения «Титан». В 2000—2004 г. — председатель правления — генеральный директор Крымской государственной акционерной компании (ГАК) «Титан». В 2004—2007 г. — председатель правления закрытого акционерного общества (ЗАО) «Крымский Титан» в городе Армянске. Основное направление научных исследований — технология производства минеральных удобрений.
Потом — на пенсии. Скончался 30 мая 2021 года.

## Награды
- орден «За заслуги» III ст. (1997)
- ордена
- медали
- заслуженный работник промышленности АР Крым (2001)
- заслуженный работник промышленности Украины (2004)
- почётный гражданин города Армянск[2].